# Wilde Weißeritz
Die Wilde Weißeritz ist neben der Roten Weißeritz einer der beiden Quellflüsse der Weißeritz.

## Verlauf

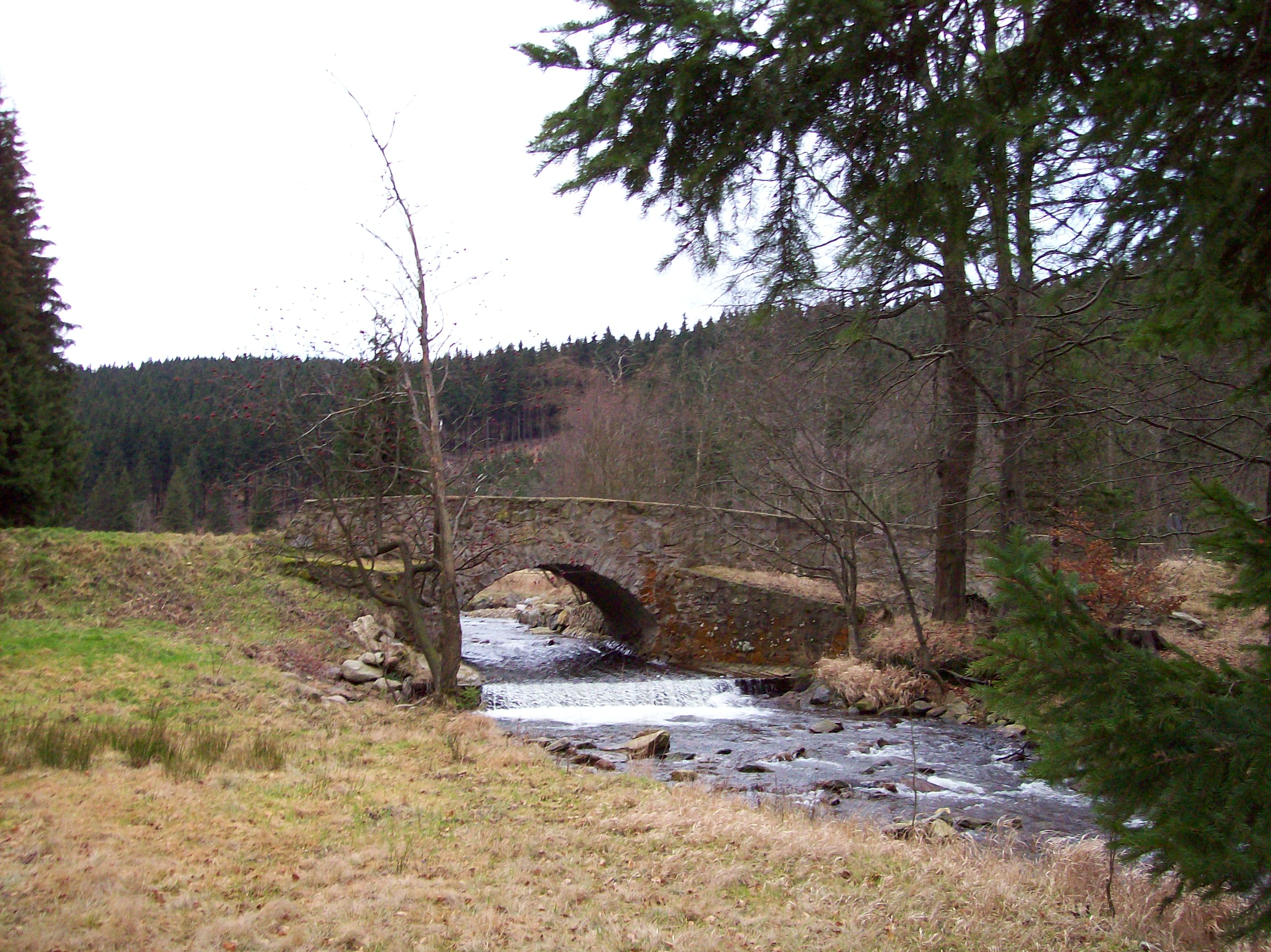
Wilde Weißeritz an der Alten Zinnbrücke Seyde

Die Wilde Weißeritz entspringt am tschechischen Erzgebirgskamm bei Nové Město (Neustadt)  bei Moldava als Divoká Bystřice auf einer Höhe von etwa 850 Metern. Nur etwa 2 bis 2,5 km entfernt ist auch der Ursprung der Flöha sowie der Freiberger Mulde. Nach 5 km tritt sie dann auf deutsches Gebiet der Gemeinde Altenberg über und ist nach einem weiteren Kilometer im Ortsteil Rehefeld. Bis zu ihrer Vereinigung mit der Roten Weißeritz legt sie eine Lauflänge von 52,5 Kilometer zurück und hat ein Gefälle von 667 Metern. Ihr Einzugsgebiet umfasst insgesamt 162,7 Quadratkilometer.
Im Gegensatz zur Roten Weißeritz durchfließt die Wilde Weißeritz im Ober- und Mittellauf vorwiegend gering besiedeltes Gebiet. Erst im Unterlauf passiert sie die Stadt Tharandt, kurz darauf vereinigt sie sich in Freital-Hainsberg mit der Roten Weißeritz zur (Vereinigten) Weißeritz.
Nachdem 1897 ein verheerendes Hochwasser die Täler der Weißeritz-Flüsse und die an ihnen liegenden Siedlungen, insbesondere die Gemeinden auf dem Gebiet der heutigen Stadt Freital und die südlichen Vorstädte von Dresden, verwüstet hatte, wurde im beginnenden 20. Jahrhundert ein Maßnahmekonzept zum Hochwasserschutz erstellt und umgesetzt. Dies führte im kaum besiedelten Mittellauf des Flusses zwischen 1908 und 1914 zum Bau der Talsperre Klingenberg, der dann 1926 bis 1931 die Talsperre Lehnmühle folgte. Beide Sperrwerke dienen zudem der Trinkwasserversorgung und in geringem Maße der Elektroenergieerzeugung.

### Orte an der Wilden Weißeritz
- Rehefeld-Zaunhaus
- Seyde
- Schönfeld
- Klingenberg
- Obercunnersdorf
- Dorfhain
- Edle Krone
- Tharandt
- Freital-Hainsberg

### Nebenflüsse der Wilden Weißeritz
| linke Nebenflüsse - Tannenfluss - Weißbach (Wilde Weißeritz) - Röthenbach (Lattenbach) - Langer Grundbach - Dorfbach - Seerenbach - Tiefer Grund (Tharandter Wald) - Breiter Grund (Tharandter Wald) - Schloitzbach - Pastritzbach | rechte Nebenflüsse - Kleiner Warmbach - Heckenfluss - Schönfelder Bach - Ammelsdorfer Bach - Hennersdorfer Bach - Obercunnersdorfer Bach - Kleiner Stieflitzbach - Großer Stieflitzbach - Höckenbach - Harthenbach |

## Ehemalige Mühlen
Im Jahr 1902 gab es etwa 48 Mühlen im Einzugsgebiet der Weißeritz.
Viele Mühlen existieren nicht mehr, einige sind umgebaut und dienen anderen Zwecken.
- Kalkofen
  - Kalkofner Mühle: auf der böhmischen Seite war eine Brettsäge, nach 1945 abgerissen.[5]
- Rehefeld
  - Forstmühle Rehefeld[6]
  - Herklotzmühle: Der Mühlgraben der (200 Meter talabwärts gelegenen) Herklotzmühle zweigt oberhalb der Alten Zunnbrücke von der Weißeritz ab. Auf vielen Karten falsch (am Ortsausgang von Rehefeld) eingezeichnet ist die Herklotzmühle, ein interessantes technisches Denkmal. Die beständig gute Wasserführung der Wilden Weißeritz sowie die ringsum vorhandenen Wälder und Forste waren Garanten für das Bestehen des Betriebes. Bereits Anfang des 17. Jahrhunderts erbaut, ist sie eine der wenigen gut erhaltenen und funktionstüchtigen Schneidemühlen im Erzgebirge. Das angelieferte Holz wurde hier bis zur Stilllegung 1992 zu Balken, Brettern, Kisten, Dachschindeln und vielen weiteren Erzeugnissen verarbeitet. Über das oberschlächtige Wasserrad mit 4,50 m Durchmesser wurden das Herkules-Sägegatter und über Transmission weitere Maschinen angetrieben. Bei guter Wasserführung war über das Rad eine Leistung bis 25 PS möglich.[7]
  - Kempenmühle
  - Kirstenmühle: 1971 abgerissen
- Schönfeld[8]
  - Thielesmühle (Schönfeld)
  - Obermühle Schönfeld[9]
  - Weiße Mühle (Schönfeld)
  - Biedermannsmühle (Schönfeld)
- Ammelsdorf
  - Körnermühle (Ammelsdorf)[10]
- Hartmannsdorf
  - Steinbrückmühle (Hartmannsdorf, im Stauraum der Talsperre, um 1930 abgerissen)
  - Lehnmühle: Sie lag in Hartmannsdorf unterhalb der Talsperre und deren baufällige Reste wurden 2006 geschliffen.[11][12]
- Pretzschendorf
  - Röthenbacher Mühle: Die Mahlmühle wurde 1958 abgerissen und die Sägemühle wurde 1960 abgerissen.[13] Das einzige erhaltene Gebäude nutzt die TU Dresden (Institut für Wasserbau) zu wissenschaftlichen Zwecken. Unterhalb kreuzt der Weg von Röthenbach nach Reichstädt das Weißeritztal.[14]
- Klingenberg
  - Holzmühle: Sie liegt am Grund der Talsperre Klingenberg und wurde nach deren Bau überflutet.[15]
  - Hintermühle (Klingenberg)[16]
  - Vordermühle (Klingenberg)[17]
  - Mahnsmühle (Klingenberg)
- Obercunnersdorf
  - Hosenmühle (Obercunnersdorf)[18]
- Dorfhain
  - Winkelmühle[19]
  - Barthmühle[20]
  - Steinmühle[21]
  - Niedermühle oder Ochsenmühle[22]
- Beerwalde/ Röthenbach
  - Talmühle Beerwalde[23]: Zirka einen Kilometer südlich der Beerwalder befindet sich die ehemalige Thalmühle auf der Ostseite der Weißeritz. Sie wurde 1964 abgerissen. Noch sind Reste der Grundmauern sowie der Mühlgräben sichtbar. Der Zugang erfolgt über eine noch gut erhaltene historische Brücke – es dürfte eine der wenigen sein, die das Hochwasser 2002 überlebt haben.[24]
  - Beerwalder Mühle[25]: Oberhalb der Straßenquerung zwischen Röthenbach/Pretschendorf und Beerwalde stand einst die Beerwalder Mühle.  Sie wurde 1939 abgerissen, von ihr sind kaum noch Spuren erhalten.[24]
- Höckendorf
  - Stübemühle (Höckendorf), auch Stiebemühle
- Tharandt
- Schlossmühle
- Schweizermühle (Tharandt) Schweizer Mühle im Rabenauer Grund bei Tharandt
- Coßmannsdorf
  - Pastritzmühle (Coßmannsdorf, 1945 zerstört)
- Hainsberg
  - Brett- oder Backofenmühle (Hainsberg)

## Wasserkraftwerke
Wasserkraftwerke an der Wilden Weißeritz
- Lehnmühle
- Klingenberg
- Dorfhain
- Tharandt
- Dresden-Plauen (unterhalb der Hegereiterbrücke)